# Czas czekania, czas olśnienia
Czas czekania, czas olśnienia – album studyjny Budki Suflera z 1984 roku, wydany przez Polton.
Pierwsza wersja albumu została nagrana z Felicjanem Andrzejczakiem w roli wokalisty, jednak najprawdopodobniej zjawienie się w studio Krzysztofa Cugowskiego (w celu realizacji płyty 1974–1984) zdecydowało o nagraniu z nim nowej wersji tego albumu, a także o powrocie Cugowskiego do zespołu.
Utworem promującym płytę był „Cały mój zgiełk”, który dotarł do pierwszego miejsca Listy Przebojów Programu 3. Na potrzeby programu Telewizyjna Lista Przebojów nakręcono do piosenki teledysk, a w 1985 roku zespół wykonał ją podczas swojego występu na XXII Krajowym Festiwalu Piosenki Polskiej w Opolu.
Wydanie winylowe Poltonu z 1984 roku wytłoczono w liczbie 112tys. egzemplarzy.

## Lista utworów
źródło:.

### Strona 1
1. „Cały mój zgiełk” (muz. Romuald Lipko – sł. Tomasz Zeliszewski) – 5:10
2. „Zmiany w organizmie” (muz. Krzysztof Mandziara – sł. Tomasz Zeliszewski) – 4:10
3. „Czas czekania, czas olśnienia” (muz. Romuald Lipko – sł. Tomasz Zeliszewski) – 9:32

### Strona 2
1. „Wyspy bez nazw” (muz. Romuald Lipko – sł. Tomasz Zeliszewski) – 5:25
2. „Woskowe dusze” (muz. Romuald Lipko, Krzysztof Cugowski – sł. Tomasz Zeliszewski)[a] – 4:45
3. „Dobrej zabawy nigdy dość” (muz. i sł. Tomasz Zeliszewski) – 3:20
4. „Lot nad bocianim gniazdem” (muz. Romuald Lipko – sł. Tomasz Zeliszewski) – 4:17

bonus (MC Polmark)
1. „Burza (instr.)” (muz. Romuald Lipko) – 4:21

bonusy (CD, MC remastered)
1. „Ostatnie ogłoszenie” (muz. i sł. Tomasz Zeliszewski) – 3:42
2. „Jestem stąd” (muz. Romuald Lipko – sł. Tomasz Zeliszewski) – 4:08
3. „Dzień Robinsona” (muz. Romuald Lipko – sł. Tomasz Zeliszewski) – 4:52
4. „Z bagażem moich lat” (muz. Romuald Lipko – sł. Tomasz Zeliszewski) – 5:42

## Autorzy
źródło:.
- Krzysztof Cugowski – śpiew
- Romuald Lipko – instrumenty klawiszowe, aranżacja i kierownictwo muzyczne
- Krzysztof Mandziara – gitara
- Piotr Płecha – gitara basowa
- Andrzej Sidło – gitara
- Tomasz Zeliszewski – perkusja, instrumenty perkusyjne
- Henryk Miśkiewicz - saksofon ("Burza")

Personel
- Antoni Zdebiak – foto
- Alek Januszewski – projekt graficzny
- Jerzy „Jerry” Chrzanowski – manager zespołu
- Marek „Mały” Dębski – kierownik produkcji

## Wydania
- 1984: Polton LP (LPP 011)
- 1985: Polmark MC (PK-112)
- 1992: New Abra MC (AC 027)
- 1993: TA Music CD (AATZ 010)
- 2010: Budka Suflera Production DG CD (BSP 05-10)